# Sahawar
Sahawar è una suddivisione dell'India, classificata come nagar panchayat, di 20.457 abitanti, situata nel distretto di Kanshiram Nagar, nello stato federato dell'Uttar Pradesh. In base al numero di abitanti la città rientra nella classe III (da 20.000 a 49.999 persone).

## Geografia fisica
La città è situata a 27° 48' 0 N e 78° 50' 60 E e ha un'altitudine di 175 m s.l.m..

## Società

### Evoluzione demografica
Al censimento del 2001 la popolazione di Sahawar assommava a 20.457 persone, delle quali 10.753 maschi e 9.704 femmine. I bambini di età inferiore o uguale ai sei anni assommavano a 3.941, dei quali 2.063 maschi e 1.878 femmine. Infine, coloro che erano in grado di saper almeno leggere e scrivere erano 7.253, dei quali 4.530 maschi e 2.723 femmine.